# Dureté Knoop

Angles du pénétrateur pour la détermination de la dureté Knoop

Comparaison entre l'échelle Mohs et l'échelle Knoop

La dureté Knoop est utilisée pour déterminer la dureté du verre et des vitrocéramiques. 
Selon cette échelle, comme l'échelle de Mohs, le diamant est le matériau naturel le plus dur que l'on connaisse. Celui qui vient en deuxième rang est le corindon. Viennent ensuite, dans un ordre décroissant, la topaze (pierre précieuse plus dure que l'acier au tungstène), le quartz, etc.